# O dialektickém a historickém materialismu
O dialektickém a historickém materialismu (orig. О диалектическом и историческом материализме) je dílo J. V. Stalina, napsané roku 1938. Tato práce podává obecný, ucelený a soustavný výklad základů marxisticko-leninské filozofie. V dobách stalinismu byla Stalinova práce pojata do Stručných dějin VKS(b) a začala se studovat jako klasické dílo marxismu, ale po Stalinově smrti sovětští filozofové psali, že celkově tato práce trpěla schematismem a obsahovala některé chybné teze.
Český překlad vyšel roku 1945 v nakladatelství Svoboda.